# Peter Waage
Peter Waage (Flekkefjord, 29 giugno 1833 – Oslo, 13 gennaio 1900) è stato un chimico norvegese.
Docente all'università di Oslo dal 1862, formulò dal 1864 al 1879 la legge di azione di massa insieme con suo cognato Cato Guldberg.

## Biografia
È cresciuto sull'isola di Hidra a Vest-Agder, in Norvegia. Era il figlio di Peder Pedersen Waage (1796–1872) e Regine Lovise Wathne (1802–1872). Frequenta la Bergen Cathedral School e studia chimica e mineralogia all'Università di Kristiania (ora Università di Oslo) con Adolph Strecker. Nel 1858, ricevette la medaglia d'oro del Principe ereditario (Kronprinsens gullmedalje). È diventato un Candidatus realium nel 1859. Successivamente viaggiò in Francia e Germania, dove studiò per due anni, incluso il tempo trascorso con Robert Bunsen a Heidelberg.
Nel 1861, Waage divenne professore associato e nel 1866 fu nominato professore di Chimica all'Università di Kristiania. Rimase professore all'Università per oltre 30 anni. Fu anche presidente della Società Politecnica Norvegese dal 1868 al 1869 e primo presidente della filiale norvegese dell'YMCA quando fu fondata nel 1880.

## Vita privata
Si è sposato due volte. Nel 1862, sposò Johanne Christiane Tandberg Riddervold (1838-1869), figlia di Hans Riddervold (1795-1876) e Anne Marie Bull (1804-70). Dopo la morte della sua prima moglie, si sposò nel 1870 con Mathilde Sofie Guldberg (1845-1907), sorella di Cato Guldberg.